# 莫里奥里语
莫里奥里语（Moriori）是一门已绝迹的马来－波利尼西亚语族语言，与毛利语十分接近。它是生活在查塔姆群岛的莫里奥里人的母语。

## 歷史
1835年毛利人的入侵对莫里奥里人的人口、文化、语言造成了巨大影响，1862年时仅有101个莫里奥里人存活下来，而到1870年代已很少有人说莫里奥里语了。不过，1873年至1891年间任查塔姆群岛地方治安官（Resident Magistrate）的Samuel Deighton编写了一本小型的莫里奥里语词汇表，其中包含了对应的毛利语与英语翻译。
作为莫里奥里人文化复兴运动的一部分，2001年起莫里奥里人开始尝试恢复这门语言，并编写了一个莫里奥里语的单词数据库。
2006年新西兰人口普查显示有945人选择“莫里奥里语”为他们部落身份的一部分，而1901年普查时这一人数只有35人。

## 延伸閱讀
- Galbraith, Sarah. A Grammar of the Moriori language.
- Clark, R. (1994). "Moriori and Maori: The Linguistic Evidence". In Sutton, D. (ed) The origins of the First New Zealanders. Auckland: Auckland University Press. pp. 123–135.